# Luigi Tomasini
Alois Luigi Tomasini (Pesaro, 1741 - Eisenstadt, 1808) fue un violinista y compositor italiano. Fue director de cámara del príncipe Esterházy y primer violín de la orquesta de la corte, dirigida por Joseph Haydn.
Tomasini compuso unos 30 cuartetos de cuerda, algunas sinfonías y conciertos de violín, sonatas para violín y dúos de violín, y varios tríos de baritón (escritos para el príncipe Nikolaus I, ejecutante de este instrumento).